# 게이세이사쿠라역
게이세이사쿠라역(일본어: 京成佐倉駅)은 일본 지바현 사쿠라시에 위치한 게이세이 전철 게이세이 본선의 철도역이다. 역 번호는 KS 35이며, 섬식 승강장 2면 4선의 구조를 갖춘 지상역이다.

## 타는 곳
| 1 | 게이세이 본선 | 상행 | 닛포리・게이세이우에노・오시아게・ 도영 아사쿠사 선・ 게이큐 선 방면 |
| 2 | 게이세이 본선 | 하행 | 나리타 ・ 히가시나리타 · 시바야마치요다 · 나리타 공항 방면           |

## 이용 현황
| 승차 인원 추이 | 승차 인원 추이     | 승차 인원 추이     |
| 연도           | 1일 평균 하차 인원 | 1일 평균 승차 인원 |
| -------------- | ------------------ | ------------------ |
| 1990년         |                    | 12,475             |
| 1991년         |                    | 12,653             |
| 1992년         |                    | 12,829             |
| 1993년         |                    | 13,150             |
| 1994년         |                    | 13,001             |
| 1995년         |                    | 12,582             |
| 1996년         |                    | 12,458             |
| 1997년         |                    | 12,210             |
| 1998년         |                    | 12,218             |
| 1999년         |                    | 12,069             |
| 2000년         |                    | 11,873             |
| 2001년         |                    | 11,546             |
| 2002년         |                    | 11,236             |
| 2003년         | 21,961             | 10,945             |
| 2004년         | 21,259             | 10,652             |
| 2005년         | 20,968             | 10,513             |
| 2006년         | 20,825             | 10,425             |
| 2007년         | 20,702             | 10,368             |
| 2008년         | 20,796             | 10,416             |
| 2009년         | 20,452             | 10,245             |
| 2010년         | 20,029             | 9,994              |
| 2011년         | 19,191             | 9,616              |
| 2012년         | 19,230             | 9,624              |
| 2013년         | 19,342             | 9,682              |
| 2014년         | 19,003             |                    |
| 2015년         | 19,020             |                    |

## 역 주변
- 사쿠라 시청
- 사쿠라 시립 미술관
- 사쿠라 중앙 병원

## 화랑

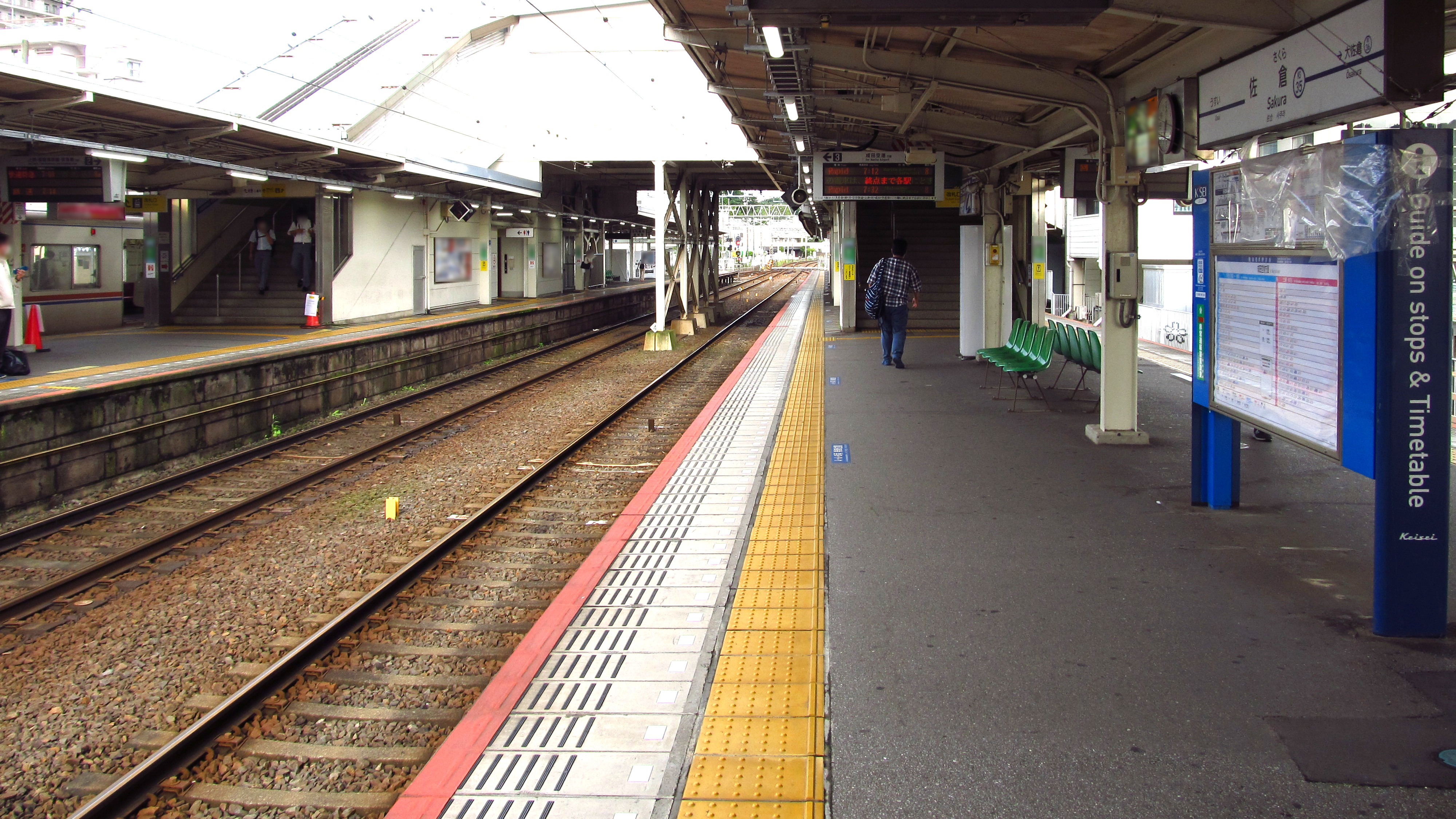
승강장(2020년 7월)
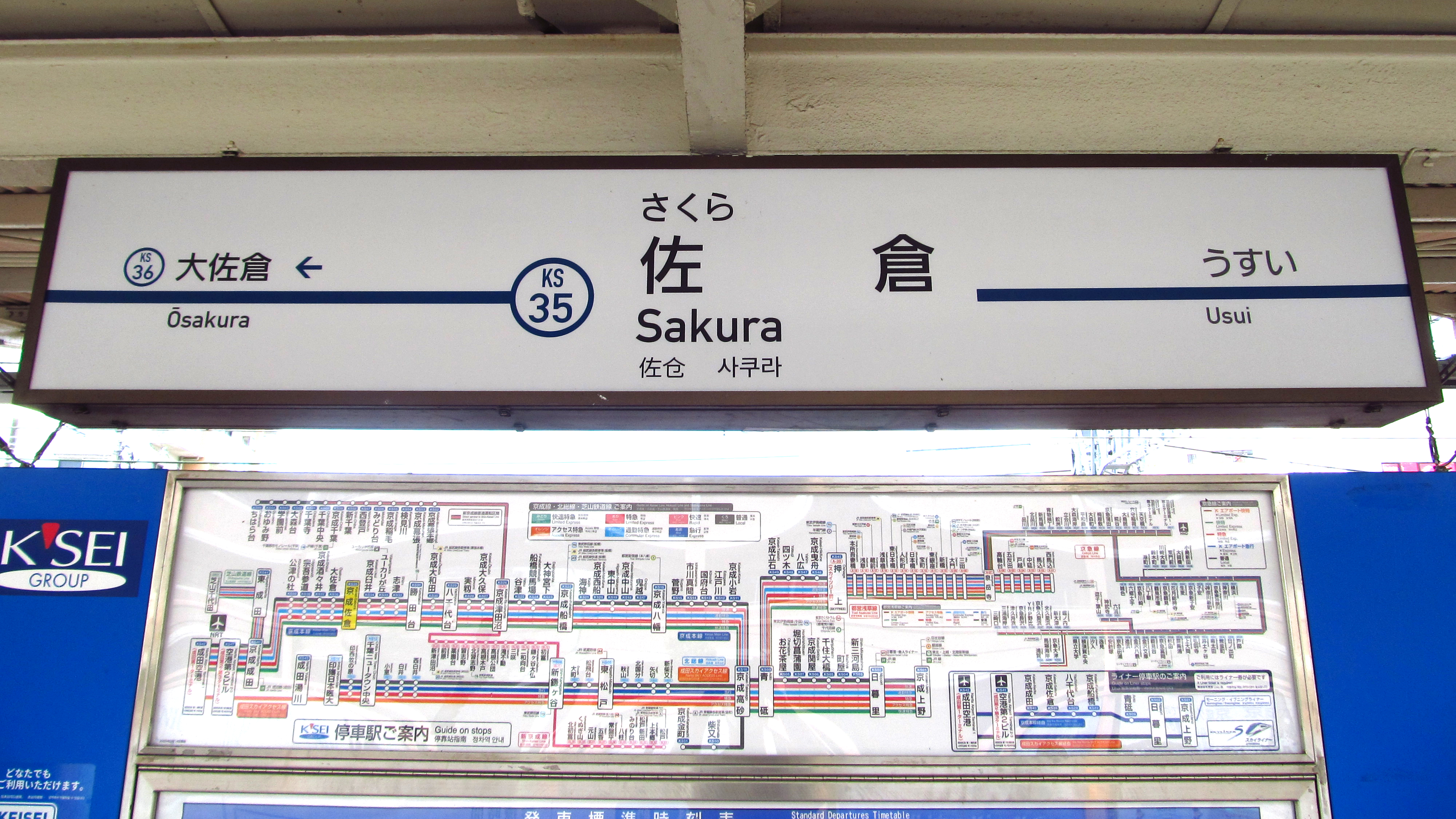
역명판(2020년 7월)

## 인접 역
| 게이세이 전철 본선                      | 게이세이 전철 본선            | 게이세이 전철 본선                   |
| --------------------------------------- | ----------------------------- | ------------------------------------ |
| KS31 가쓰타다이 게이세이우에노 방면     | ■ 쾌속특급                    | 게이세이나리타 KS40 나리타 공항 방면 |
| KS29 가쓰타다이 게이세이우에노 방면     | ■ 특급                        | 오사쿠라 KS36 나리타 공항 방면       |
| KS34 게이세이우스이 게이세이우에노 방면 | ■ 통근특급 · ■ 쾌속 ・ ■ 보통 | 오사쿠라 KS36 나리타 공항 방면       |